# Lake of the Woods County
Lake of the Woods County är ett administrativt område i delstaten Minnesota i USA, med 4 045 invånare. Den administrativa huvudorten (county seat) är Baudette.

## Politik
Lake of the Woods County har under senare år tenderat att rösta republikanskt. Republikanernas kandidat har vunnit countyt i samtliga presidentval under 2000-talet. Historiskt har dock demokraterna varit starka i countyt. I valet 2016 vann republikanernas kandidat med 68,7 procent av rösterna mot 24,7 för demokraternas kandidat. Detta är den största segern i countyt för en republikansk presidentkandidat någonsin och första gången som en sådan nådde över 60 procent av countyts röster.

## Geografi
Enligt United States Census Bureau har countyt en total area på 4 597 km². 3 358 km² av den arean är land och 1 239 km² är vatten.     

### Angränsande countyn
- Koochiching County - sydost
- Beltrami County - syd
- Roseau County - väst
- Manitoba, Kanada - nordväst
- Ontario, Kanada - nordost